# 太白柴胡
太白柴胡（学名：Bupleurum dielsianum）是伞形科柴胡属的植物，是中国的特有植物。分布于中国大陆的陕西等地，目前尚未由人工引种栽培。